# Kamikaze Life
Kamikaze Life è un singolo della cantante svedese Maja Ivarsson, pubblicato il 1º febbraio 2025.

## Promozione

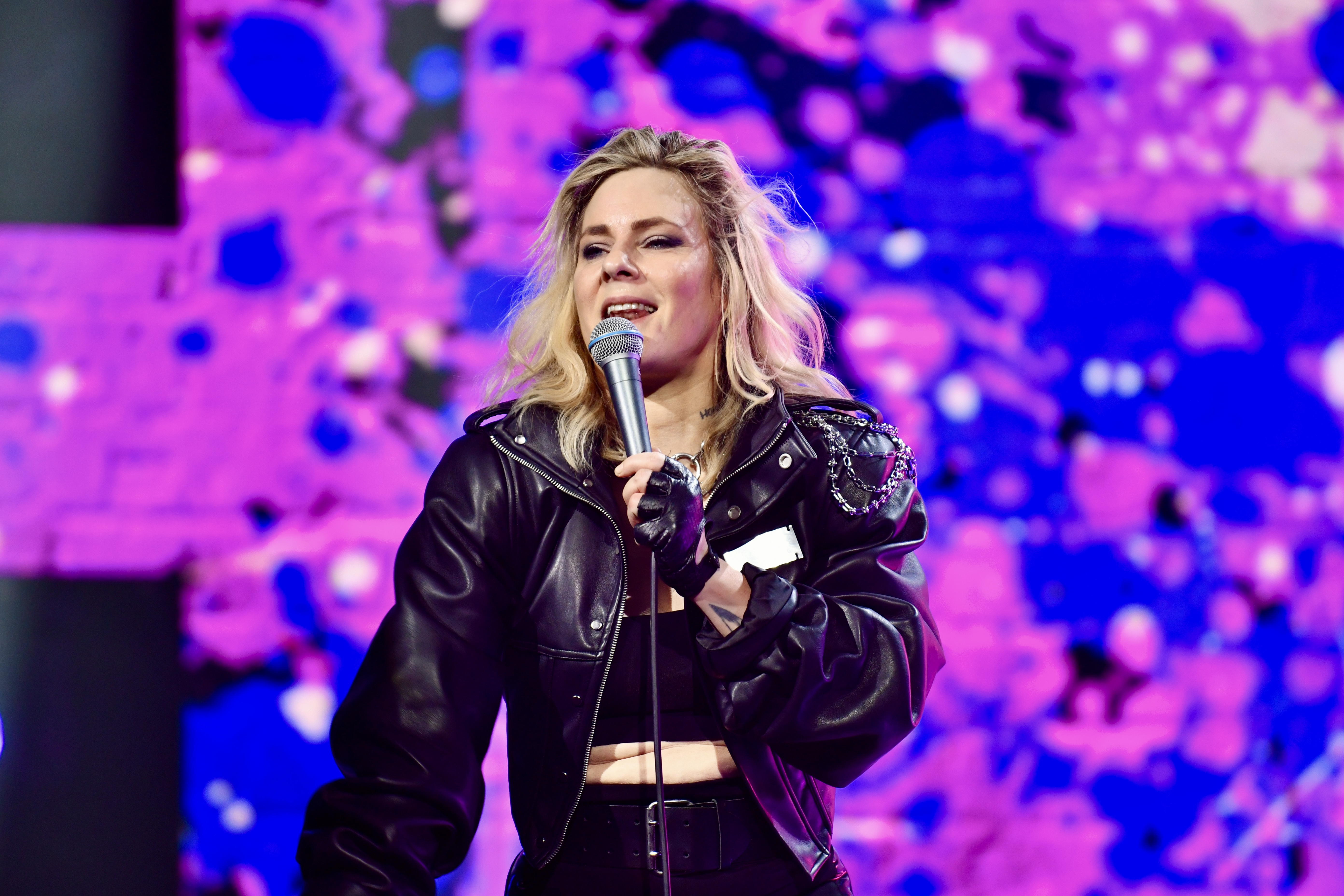
Maja Ivarsson mentre si esibisce sulle note di Kamikaze Life alle prove per il Melodifestivalen, 30 gennaio 2025

Il brano pop è stato registrato in inglese ed è stato inviato all'emittente radiotelevisiva svedese SVT come proposta per il Melodifestivalen, l'evento atto a selezionare il partecipante svedese all'Eurovision Song Contest 2025 a Basilea, in Svizzera.
Il 27 novembre 2024 On and On and On è stato annunciato come uno dei trenta concorrenti alla selezione nazionale; segnando la prima partecipazione della Ivarsson al concorso svedese. Il 1º febbraio 2025, essendo risultata la seconda più votata dal pubblico fra i sette partecipanti alla prima semifinale del Melodifestivalen dov'era in gara, ha avuto accesso diretto alla finale dell'8 marzo, dove si è piazzata all'11º posto su 12 partecipanti con 32 punti totalizzati.

## Tracce
Testi e musiche di Andreas "Giri" Lindbergh, Jimmy "Joker" Thörnfeldt, Joy Deb, Linnea Deb e Maja Ivarsson.
1. Kamikaze Life – 3:01

## Classifiche
| Classifica (2025) | Posizione massima |
| ----------------- | ----------------- |
| Svezia            | 11                |